# Línea R-1f (Media Distancia)
La línea R-1 de Media Distancia es un servicio Regional de ferrocarril de ancho métrico. Conocida popularmente como Ferrol - Oviedo, es una histórica y centenaria línea que entre las estaciones de Ferrol y Ribadeo funciona como servicio cadenciado de Cercanías de Galicia de la línea R-1a.
Además, entre las estaciones de Navia y Oviedo funcionaba como servicio de Cercanías de Asturias de la línea R-1b, pero este servicio actualmente sólo llega hasta Cudillero. Está explotada por Renfe.

## Servicio
Tiene parada discrecional en la mayoría de estaciones, y omite por completo varias estaciones de los tramos Ferrol-Ortigueira y Cudillero-Oviedo, que son surtidas por los respectivos núcleos de cercanías.
Entre marzo de 2020 y julio de 2021 Renfe redujo provisionalmente aún más estos servicios debido al Estado de Alarma declarado por la pandemia de COVID-19 en España, y mantuvo durante mucho tiempo el interrogante del momento en el que volvería a restablecer la totalidad de los servicios, ya que la empresa pública manifestó que las frecuencias se irían aumentando progresivamente conforme fuera aumentando la demanda de los viajeros. Finalmente Renfe estableció en julio de 2021 la totalidad de los servicios anteriores a la pandemia.

## Recorrido

### Recorrido
La línea parte de Ferrol con orientación noreste y atraviesa el interior de la provincia de La Coruña hasta alcanzar la población de Ortigueira, a partir de la cual, discurre prácticamente paralela a la costa del mar Cantábrico continuando en orientación noreste hasta Vicedo, tomando luego orientación sureste hasta Foz, y después orientación sur hasta Oviedo. Abandona la línea de costa en algunos momentos para salvar los valles y ensenadas existentes (ría del Eo y valle del río Esqueiro). 